# 振り飛車
振り飛車（ふりびしゃ）は、将棋の二大戦法の一つ。序盤において、初形で右翼にある大駒の飛車を左翼へ展開するもの。この反対は居飛車で、飛車を右翼の定位置の筋のまま攻める。
振り飛車が居飛車と戦う戦型は対抗型と呼ばれる。両対局者が共に振り飛車にすると相振り飛車となり、対抗型とは異なる展開となるが、本項では対抗型における振り飛車を中心に記述する。

## 概要
振り飛車は飛車を動かす場所により、中飛車・四間飛車・三間飛車・向かい飛車の4つに大別される。
| 9  | 8  | 7  | 6  | 5  | 4  | 3  | 2  | 1  |    |
|    |    |    |    |    |    |    |    |    | 一 |
|    |    |    |    |    |    |    |    |    | 二 |
|    |    |    |    |    |    |    |    |    | 三 |
|    |    |    |    |    |    |    |    |    | 四 |
|    |    |    |    |    |    |    |    |    | 五 |
|    |    | 歩 | 歩 | 歩 |    |    |    | 歩 | 六 |
| 歩 | 歩 | 角 | 銀 |    | 歩 | 歩 | 歩 |    | 七 |
|    |    | 金 |    | 飛 |    | 銀 | 玉 |    | 八 |
| 香 | 桂 |    |    |    | 金 |    | 桂 | 香 | 九 |

| 9  | 8  | 7  | 6  | 5  | 4  | 3  | 2  | 1  |    |
|    |    |    |    |    |    |    |    |    | 一 |
|    |    |    |    |    |    |    |    |    | 二 |
|    |    |    |    |    |    |    |    |    | 三 |
|    |    |    |    |    |    |    |    |    | 四 |
|    |    |    |    |    |    |    |    |    | 五 |
|    |    | 歩 | 歩 | 歩 |    |    |    | 歩 | 六 |
| 歩 | 歩 | 角 | 銀 |    | 歩 | 歩 | 歩 |    | 七 |
|    |    |    | 飛 | 金 |    | 銀 | 玉 |    | 八 |
| 香 | 桂 |    |    |    | 金 |    | 桂 | 香 | 九 |

| 9  | 8  | 7  | 6  | 5  | 4  | 3  | 2  | 1  |    |
|    |    |    |    |    |    |    |    |    | 一 |
|    |    |    |    |    |    |    |    |    | 二 |
|    |    |    |    |    |    |    |    |    | 三 |
|    |    |    |    |    |    |    |    |    | 四 |
|    |    |    |    |    |    |    |    |    | 五 |
|    |    | 歩 | 歩 | 歩 |    |    |    | 歩 | 六 |
| 歩 | 歩 | 角 | 銀 |    | 歩 | 歩 | 歩 |    | 七 |
|    |    | 飛 |    | 金 |    | 銀 | 玉 |    | 八 |
| 香 | 桂 |    |    |    | 金 |    | 桂 | 香 | 九 |

| 9  | 8  | 7  | 6  | 5  | 4  | 3  | 2  | 1  |    |
|    |    |    |    |    |    |    |    |    | 一 |
|    |    |    |    |    |    |    |    |    | 二 |
|    |    |    |    |    |    |    |    |    | 三 |
|    |    |    |    |    |    |    |    |    | 四 |
|    |    |    |    |    |    |    |    |    | 五 |
|    |    | 歩 | 歩 |    |    |    |    | 歩 | 六 |
| 歩 | 歩 | 角 | 銀 | 歩 | 歩 | 歩 | 歩 |    | 七 |
|    | 飛 | 金 |    |    |    | 銀 | 玉 |    | 八 |
| 香 | 桂 |    |    |    | 金 |    | 桂 | 香 | 九 |

振り飛車側は、これらの飛車を振る筋に応じて様々な戦法がある。特に、どの筋に飛車を振る場合でも、角交換を防ぐために角道を閉じて駒組をする角道クローズドと、必要なときに角交換できるように角道を開けたままにして角交換を利用して駒組をする角道オープンと、どちらにするかを選択することができる。そして角道クローズドでは途中から角道を開けて角交換を迫る振り飛車と角を交換せずに捌いて指す振り飛車とに、角道オープンでは角交換をせず角道を開けたまま主導権を握って駒をさばいていく振り飛車と、振り飛車側から角交換をして駒組を進める振り飛車とに選択が可能である。角道オープン・角交換振り飛車や、角道クローズドで角道をあけ交換を迫る指し方は、居飛車穴熊など角交換を避ける対振り飛車戦法が台頭してきたため、こうした現象が起こることになった。穴熊側が角交換を避けるのは、陣形的に大駒の打ち込みに弱く、また重要な攻防の駒が交換によって盤上から消える状態になるのは戦法の特質を損なうことになるためである。このため、ノーマル系の陣においても振り飛車が角道が開いた状態で相手の陣を角が睨んで指すことが可能となっていった。
なお、上図では戦型について理解しやすいように角道クローズドのノーマル系▲6七銀型を記載した（角交換系については角交換振り飛車の記事を参照）。

| 9  | 8  | 7  | 6  | 5  | 4  | 3  | 2  | 1  |    |
| 香 | 桂 |    | 金 |    | 金 | 銀 | 桂 | 香 | 一 |
|    | 飛 |    | 銀 |    | 王 |    | 馬 |    | 二 |
| 歩 |    | 歩 | 歩 | 歩 | 歩 |    | 歩 | 歩 | 三 |
|    | 歩 |    |    |    |    | 歩 |    |    | 四 |
|    |    |    |    |    |    |    |    |    | 五 |
|    |    | 歩 |    |    |    |    |    |    | 六 |
| 歩 | 歩 |    | 歩 | 歩 | 歩 | 歩 | 歩 | 歩 | 七 |
|    |    |    | 飛 |    |    | 玉 |    |    | 八 |
| 香 | 桂 | 銀 | 金 |    | 金 | 銀 | 桂 | 香 | 九 |

## 歴史

### 黎明期
振り飛車がいつごろ考案されたのかについては分かっていない。しかし将棋史上最も古い棋譜である、初代大橋宗桂対本因坊算砂の対局で既に振り飛車（二枚銀向かい飛車）が指されていることから、少なくとも江戸時代初期からある戦法ということは分かっている。尤も江戸中期以降は平手で指すのは損な戦法と考えられており、もっぱら駒落ち（特に左香落ち）で弱点となる左辺を守るための戦法として使われていた。

### 昭和時代

#### 大山・升田時代
昭和になって振り飛車をプロの一線級に復活させたのが大野源一である。大野は独自の研究により、振り飛車が平手でも通用することを明らかにした。さらに大野の弟弟子の升田幸三、大山康晴両巨頭らがこれを流行させ、振り飛車は再びプロの戦法として認識されるに至った。特に、升田は、升田式石田流を考案し、後に流行する角交換も辞さない攻撃的振り飛車の魁となった。
振り飛車が一躍脚光を浴びたのは、左辺に飛角を集めることで右辺で自玉を効率的に守れる（短手数で固い美濃囲いが構築できる）こと、角筋で敵玉方向を睨んでいるので居飛車側が簡単に固い囲いを構築できないこと、互いの玉が互いの飛車から遠い側に囲われるので相居飛車とは異なり一度の攻めで勝負が付くことはないことなどのメリットがあるためである。がこれらのメリットゆえに、振り飛車側は、相手に攻めさせて、その反動で駒を捌いていけば（「捌く」とは、駒をよく働かせることを指す将棋の専門用語である。盤上の駒を持ち駒にすることによって働きが増すと考えられる場合は、駒を交換することもまた「捌き」の一つである）、最終的に玉の堅さを活かして勝つことができるというものであった。また居飛車に比べて覚えるべき定跡が少ないという点もアマチュアに受け、「振り飛車党」と呼ばれる遣い手たちが棋界を席巻した。

#### 居飛車穴熊・左美濃による苦境
しかしその後居飛車党の田中寅彦や南芳一らによって、仕掛けの権利を握ったまま振り飛車側の美濃囲いと同等以上に固く囲うことを可能にし、振り飛車のカウンターを封じる居飛車穴熊や左美濃が普及し、単純な捌き合いでは勝てないことが増えたことから、振り飛車党の棋士は一時なりを潜めた。故にこれ以降の振り飛車は、前述のような戦い方だけではなく、居飛車穴熊をいかに克服するかをテーマに多様な戦い方をする戦法となっている。

### 平成時代

#### 藤井システム・ゴキゲン中飛車の登場（1990年代～2010年代前半）
居飛車穴熊・左美濃の対策として注目を集めたのが、藤井猛が考案し、1998年に竜王位を奪取する原動力となった四間飛車の藤井システムである。藤井システムは、居飛車穴熊囲いが組まれる寸前に総攻撃を仕掛けるという攻めの戦法であり、カウンターを狙う受けの戦法と考えられていた振り飛車の概念を覆し、「振り飛車の革命」と呼ばれた。
また藤井システムと前後して角交換も可能な「攻める中飛車」と呼ばれるゴキゲン中飛車が台頭してからは中飛車も流行するようになり、その流行ぶりは居飛車党が後手番で主導権を握るための戦術として採用するほどであった。従来振り飛車では、角は敵玉を睨むと同時に相手の飛車先を受けるために使っているため、角交換は損とされていた。しかし、居飛車穴熊への対抗策として、駒が偏るので打ち込みの隙が多いという穴熊の弱点をつくために角交換を可能にしたのがゴキゲン中飛車の特徴である。
その後も居飛車穴熊対策として、升田式石田流を改良した新石田流・角交換四間飛車・ダイレクト向かい飛車などの角道を止めずかつ積極的に角交換していく振り飛車が注目され、プロの振り飛車党の間で流行した。
横山泰明、戸辺誠など若手の振り飛車党が急増したのに加え、居飛車党である佐藤康光や深浦康市が飛車を振るようになるなど振り飛車の勢力が拡大。さらに将棋界の第一人者である羽生善治がタイトル戦という大舞台でも後手番で振り飛車を選択するケースが増えた。
こうした対抗系を前提に振り飛車党を名乗る棋士への対策として、居飛車党が相居飛車の感覚を求めて相振り飛車にするような戦略も生じ、振り飛車党も相振り飛車をマスターする必要性があった。

#### 2010年代後半～
人間を上回ったコンピュータ将棋は居飛車を評価し振り飛車を評価しない傾向であることが知られており、振り飛車冬の時代が訪れた。
広瀬章人・永瀬拓矢など、元来は振り飛車党であった棋士が居飛車党に転向する事例も多く、純粋な振り飛車党は減少傾向となった。

### 令和時代

#### 2020年代前半～
タイトルは藤井聡太を筆頭に居飛車党が占めることが多くなった。
2020年からは居飛車党だった佐藤天彦が振り飛車を多用するようになり、2023年には豊島将之が時折、振り飛車を採用するようになったことで、居飛車一辺倒になるかと思われたトップ棋士の情勢に変化が見られた。
同年には振り飛車党の菅井竜也が叡王戦、王将戦とタイトル戦の挑戦権を2回獲得。しかし、2023年は藤井聡太が八冠全冠制覇を達成した年でもあり、居飛車党がタイトルを独占する状況に変化は見られなかった。
コンピュータ将棋ソフトでは、振り飛車研究の動きが高まった。対振り飛車は期待勝率が上がるが、必勝と言えるものではない。将棋ソフトどうしの対局では、居飛車局面が頻出するため対振り飛車の学習ができず、強豪ソフトでも対振り飛車に比較的弱いソフトもあった。将棋ソフトでの研究結果から角換わり先手必勝説が提唱され、変化が激しく定跡が作りにくい振り飛車が再評価された。2024年、第5回世界将棋AI電竜戦で振り飛車党将棋AIの「HoneyWaffle」が後手番で善戦し、9位となる。

## 振り飛車の戦法
- 角道クローズド（ノーマル型）：
  - 角不換型中飛車：ツノ銀中飛車、風車、英ちゃん流中飛車、5筋歩交換型、原始中飛車、先手中飛車、5五龍中飛車、中飛車早繰り銀・矢倉流中飛車
  - 角交換型中飛車：角交換型中飛車、角交換型ツノ銀中飛車
  - 角不換型四間飛車：腰掛け銀型・玉頭銀・ダイヤモンド美濃、▲5六歩（△5四歩）型、▲5八金（△5二金）型、7八金（△3二金）型、▲6筋（△4筋）位取り型
  - 角交換型四間飛車：錆刀戦法（宗歩四間飛車）、4五歩（6五歩）ポン
  - 角不換型三間飛車：腰掛け銀型・玉頭銀・ダイヤモンド美濃、▲5六歩（△5四歩）型、△3筋（▲7筋）位取り型、石田流（本組）、大野流三間飛車（▲5七銀（△5三銀）型）、真部流三間飛車（▲6筋（△4筋）位取り）、中田功XP、下町流三間飛車、カナケンシステム、久保システム
  - 角交換三間飛車:初手▲7八飛、2手目△3二飛、▲6七金（△4三金）型三間飛車
  - 角不換型向かい飛車：▲5八金（△5二金）型向かい飛車、▲7八金（△3二金）型向かい飛車、メリケン向かい飛車
  - 角交換型向かい飛車：7八金（△3二金）型向かい飛車・腰掛け銀型・玉頭銀

- 角道オープン：
  - 角不換型中飛車：ゴキゲン中飛車、原始中飛車、先手中飛車、5筋位取り中飛車
  - 角交換型中飛車：ゴキゲン中飛車、平目
  - 角不換型四間飛車：藤井システム
  - 角交換型四間飛車：角交換四間飛車、レグスペ、立石流四間飛車
  - 角不換型三間飛車：三間飛車藤井システム・トマホーク
  - 角交換型三間飛車：石田流（早石田・升田式石田流）、鬼殺し、菅井流△3三金型三間飛車（阪田流三間飛車）、やんちゃ三間飛車（菅井流ゴキゲン三間飛車）、初手▲7八飛、2手目△3二飛
  - 角交換型向かい飛車：二手損向かい飛車[5]、ダイレクト向かい飛車[6]、阪田流向かい飛車、升田流向かい飛車、大野流向かい飛車、4手目△3三角戦法、筋違い角向かい飛車

## 振り飛車の囲い
- 美濃囲い系統：金美濃、高美濃・銀冠・銀美濃・片美濃・ダイヤモンド美濃・木村美濃
- 振り飛車穴熊系統：振り飛車穴熊、片穴熊
- その他：金無双、壁囲い（早囲い）、平目、風車

## 振り飛車党
振り飛車を主に採用する棋士は「振り飛車党」と呼ばれる。

### 主な振り飛車党の棋士
- 大野源一 - 現代振り飛車の祖であり、「振り飛車の神様」の異名を持つ。▲5七銀（△5三銀）型三間飛車での捌きを得意とした。升田幸三    ・大山康晴 ・大内延介・久保利明・近藤正和 に大きな影響を与えた。
- 松田茂役 - ツノ銀中飛車からの力戦を得意とし、「ムチャ茂」の異名をとった。大野と並ぶ現代振り飛車の祖。
- 升田幸三 - 升田幸三は升田式石田流や升田式向かい飛車などの角交換振り飛車を得意とした。独創的な棋風で新手一生を掲げた。
- 大山康晴 - 元々は正統派の居飛車党であったが、大野の影響により振り飛車党に転向した。相振り飛車は極端に嫌っており、相手が飛車を振った時は必ず居飛車で対抗しているため、対抗型党ともいえる。四間飛車隆盛のもとを築いた。
- 大内延介 - 振り飛車穴熊やツノ銀中飛車を得意とする。
- 森安秀光 - 「だるま流」と称される粘り強い指し回しは、後進の棋士に強い影響を与えた。
- 小林健二 - 「スーパー四間飛車」の著者。
- 伊藤果 - 風車戦法の創始者。
- 中田功 - 三間飛車における中田功XPの創始者。その棋風はコーヤン流と称されトッププロにも高評価を受けている。
- 杉本昌隆 - 四間飛車を得意とする。「相振り革命」シリーズの著者でもある。
- 藤井猛 - 振り飛車に革命を起こした藤井システムの創始者。四間飛車を得意とする。対抗型における居飛車も高勝率を誇る。序盤研究は緻密かつ独創的で、棋界一とも言われている。大駒を切って駒損を恐れず豪快に攻め込む棋風は、「ガジガジ流」と称される。
- 久保利明 - 元は▲5七銀（△5三銀）型のノーマル三間飛車を好んで指していた。現在は石田流とゴキゲン中飛車を得意とする。駒の捌きを重視する棋風から「捌きのアーティスト」と称される。
- 鈴木大介 - 豪快にして繊細な棋風で力戦をいとわない。四間飛車から三間飛車に変更し石田流に組み替えることを得意とする。
- 近藤正和 - ゴキゲン中飛車の創始者。受けが常識である中飛車に革命を起こす。
- 窪田義行 - 窪田流とも言うべき独特の力強い棋風。
- 佐々木慎 - あらゆる振り飛車を指しこなす、振り飛車のオールラウンダー。手厚い受けが得意で着実な棋風でありつつ、独特でユニークな理論にも定評がある。久保利明は同じ振り飛車党で期待している後輩に佐々木慎の名を挙げている。
- 菅井竜也 - 「菅井流」と称される序盤の研究を重視した棋風で、新手を数多く編み出している。現役トップ棋士では稀有な生粋の振り飛車党で、自他ともに認める振り飛車党党首[7]。
- 戸辺誠 - 攻める振り飛車党[8]。
- 福間香奈 - 力戦中飛車、ゴキゲン中飛車などを得意とする。
- 西山朋佳 - ゴキゲン中飛車、三間飛車を得意とする。終盤の逆転が多く「豪腕」と称される。
- 香川愛生 - 相手が振り飛車で来た場合は、自分も振って相振り飛車にすることが多い。
- 佐藤天彦 - もともとは居飛車党だったが、2023年頃より振り飛車党に転身。大師匠の大山康晴に通じる重厚な四間飛車を特に好む。

（特に藤井猛、久保利明、鈴木大介の3人は「振り飛車御三家」と呼ばれる。）